# کاباک‌تپه (کوزان)
کاباک‌تپه (به ترکی استانبولی: Kabaktepe) یک منطقهٔ مسکونی در ترکیه است که در قوزان (ترکیه) واقع شده‌است.